# Gaganyaan

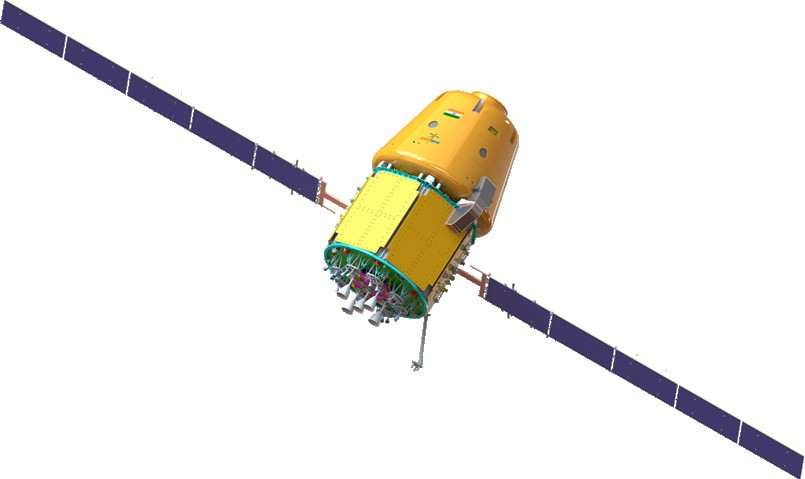
Zeichnung des Gaganyaan-Raumschiffs, bestehend aus Kapsel und Servicemodul

Gaganyaan (Sanskrit गगनयान, „Himmelsfahrzeug“) ist das erste bemannte indische Raumfahrzeug. Es wird  von der Indian Space Research Organisation (ISRO) betrieben und soll für eine dreiköpfige Besatzung ausgelegt werden.

## Entwicklung und Erprobung

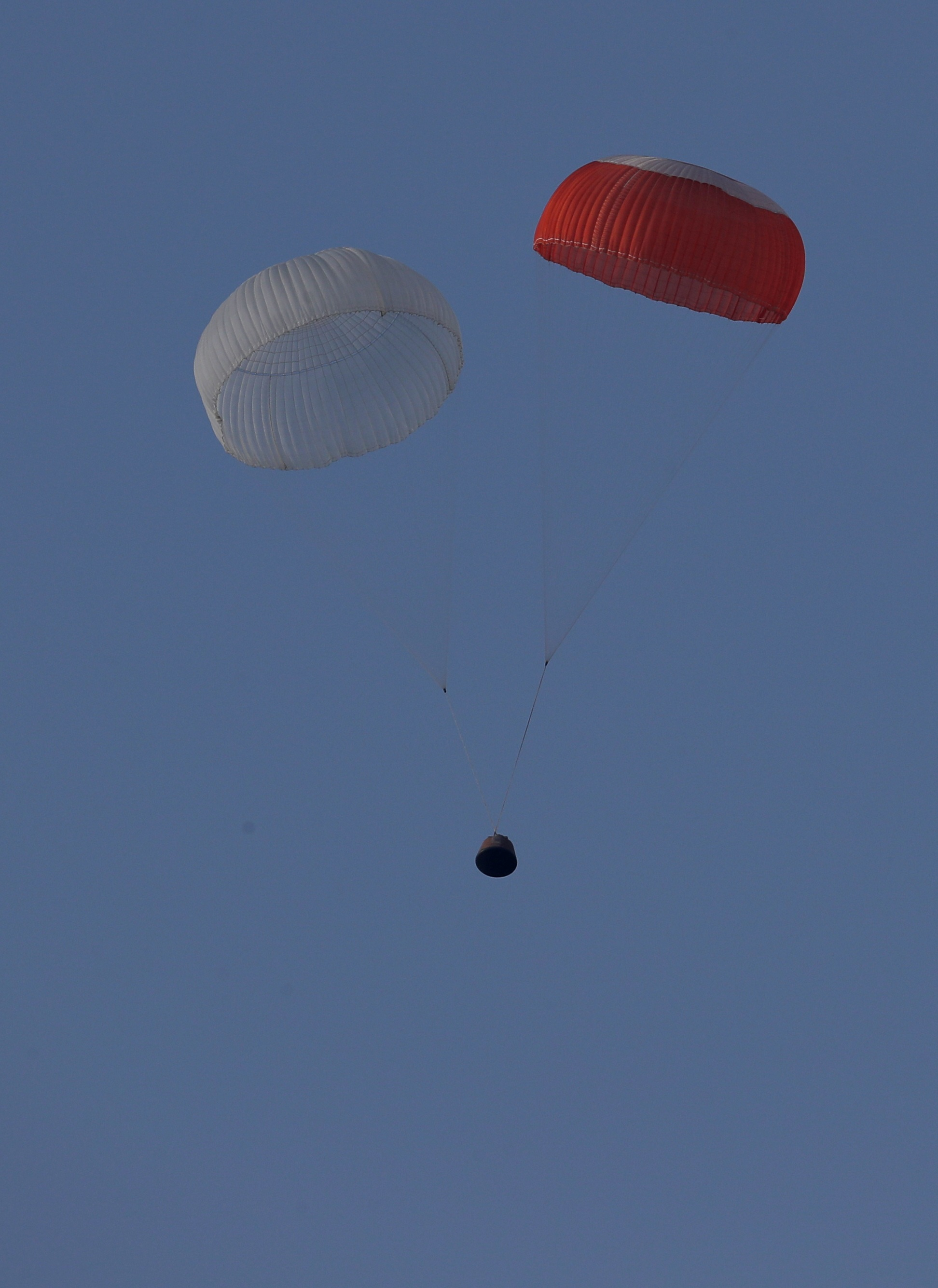
Nach einem Testflug landet ein Prototyp der Gaganyaan-Kapsel (5. Juli 2018)

Im Februar 2014 übergab der Hersteller  Hindustan Aeronautics (HAL) einen ersten Prototyp der Gaganyaan-Kapsel an die ISRO. Im Mai 2019 war die Designphase für das Raumschiff abgeschlossen.
Mit dem Flug TV-D1 testete die ISRO am 21. Oktober 2023 erfolgreich den Abbruch eines Gaganyaan-Starts. Ein Prototyp der Raumkapsel startete mit Rettungsturm auf einem umfunktionierten Seitenbooster einer GSLV-Mk-II-Rakete vom Weltraumbahnhof Satish Dhawan. Nach Aktivierung der Rettungsrakete landete die Kapsel an Fallschirmen im Golf von Bengalen vor der indischen Küste.
Es sind fünf weitere unbemannte Gaganyaan-Testflüge geplant. Ein erster bemannter Flug wird für 2025 angestrebt.

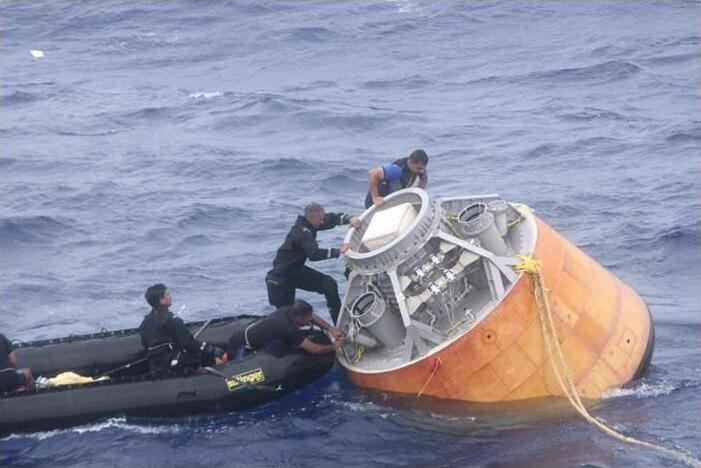
2014
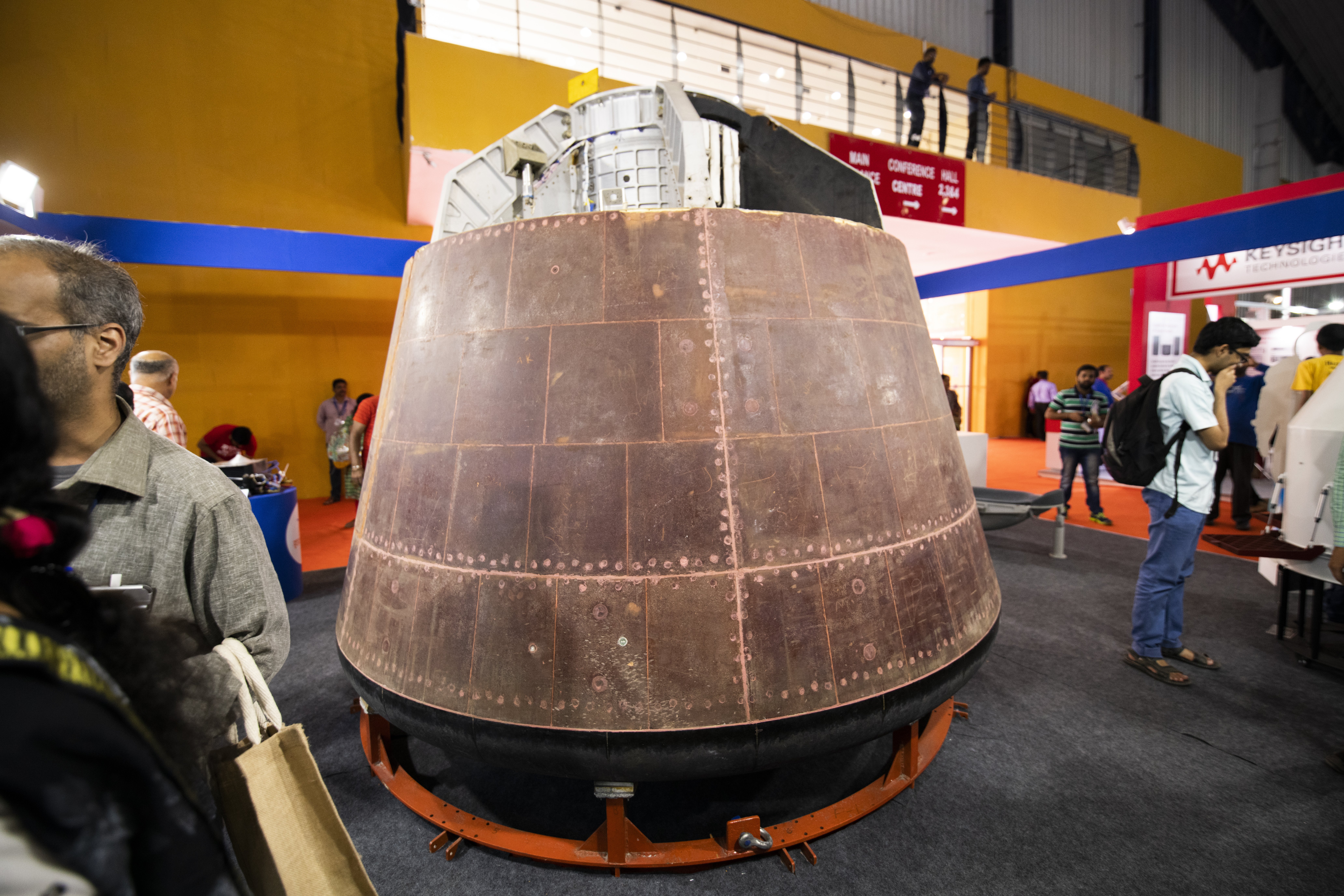
2018
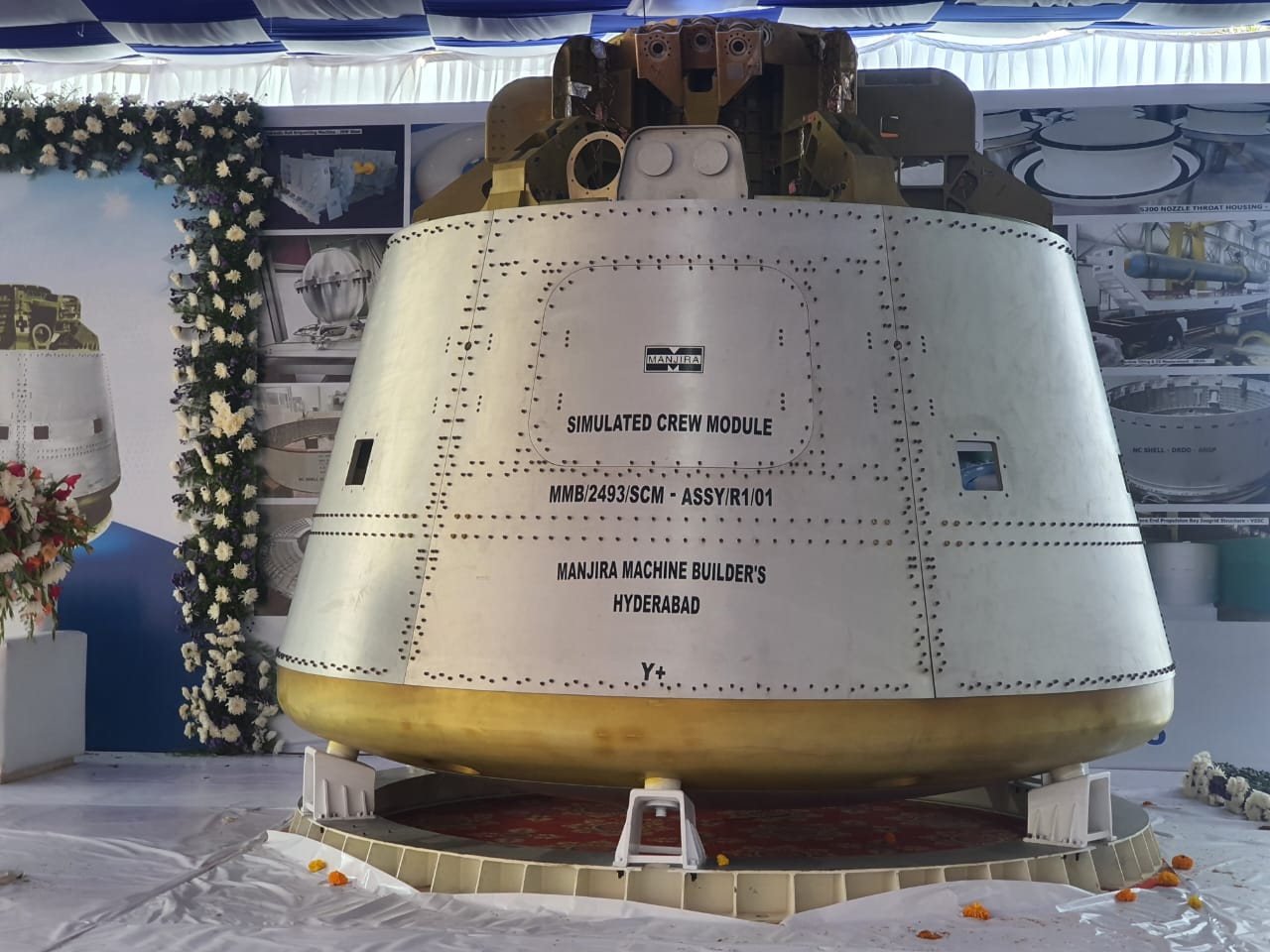
2023

## Astronautenkorps
Die ersten vier Raumfahreranwärter für Gaganyaan-Missionen wurden Anfang 2020 ausgewählt und im Februar 2024 bekanntgegeben. Es handelt sich um Prashanth Nair aus Kerala und Ajit Krishnan aus Tamil Nadu sowie Shubhanshu Shukla und Angad Pratap 
aus Uttar Pradesh. Alle vier sind Angehörige der indischen Luftstreitkräfte. Die erstgenannten drei erhielten bereits vor der Bekanntgabe Trainings im Rahmen des russischen Raumfahrtprogramms.